# Buslijn 49 (Amsterdam)
Buslijn 49 is een buslijn geëxploiteerd door het GVB in het stadsdeel Amsterdam-Zuidoost en het stadsgebied Weesp die Station Bijlmer ArenA verbindt met Driemond en station Weesp. Er hebben sinds 1965 4 buslijnen met dit lijnnummer bestaan; de huidige lijn 49 wordt gereden met bussen uit garage Zuid.

## Geschiedenis

### Lijn 49 I

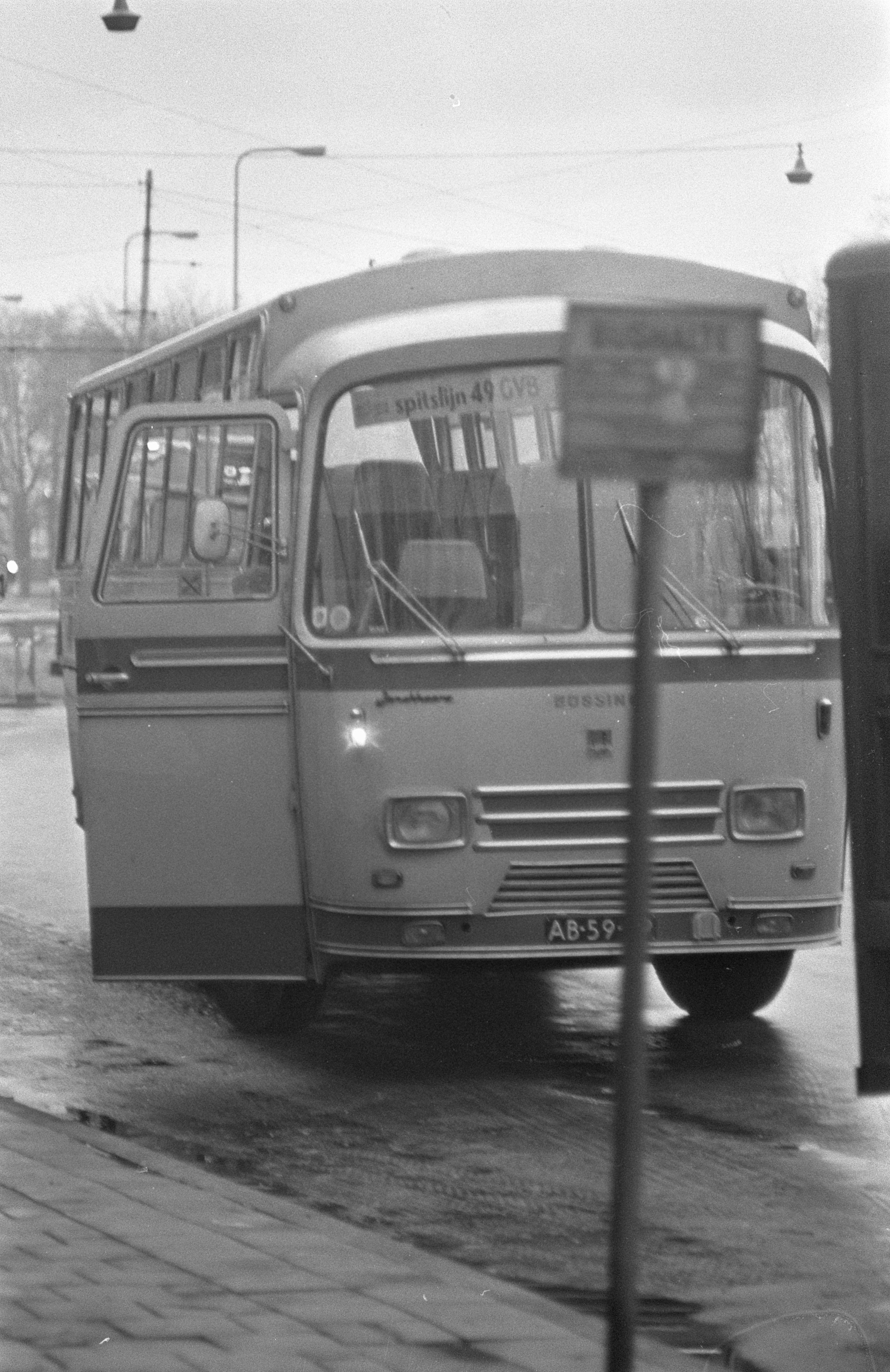
Een door het GVB gehuurde touringcar verzorgde de dienst tijdens de oliecrisis. 7 januari 1974

De eerste lijn 49 werd ingesteld op 5 september 1965 als spitsuur sneldienst tussen Buitenveldert en het Centraalstation. De lijn begon in de de Cuserstraat en reed via de Buitenveldertselaan, van Boshuizenstraat, Europaboulevard, Scheldestraat, Ferdinand Bolstraat, Vijzelstraat, Rokin en Damrak naar het Stationsplein. De lijn reed in de ochtendspits vanaf Buitenveldert en in de middagspits naar Buitenveldert. Er gold een uitstapverbod in de ochtendspits in Buitenveldert en in het centrum een instapverbod, in de middagspits was dit omgekeerd. Met de instelling van deze lijn kreeg Buitenveldert, alleen in de spitsuren, een rechtstreekse verbinding met het Centraalstation. Buiten de spits moest men blijven overstappen. Volgens de nota Lijnen voor morgen waarbij onder
meer tram 25 zou worden opgeheven zou lijn 49 worden bevorderd tot volwaardige daglijn. Doordat het grootste deel van de plannen uiteindelijk na protest niet door ging bleef lijn 49 een spitslijn.
Later verschenen er extra ritten tussen de van Nijenrodeweg en het Centraalstation. Op 25 september 1972 werd de lijn op proef doorgetrokken naar de Amstelveense kantorenwijk Kronenburg. Lijn 49 werd hierdoor een integratielijn waarop het GVB met Maarse & Kroon samenwerkte maar zelf alle ritten uitvoerde. Ander verschil met mede-integratielijnen 65/66 en 69 (welke lijn tot 1980 ook uitsluitend met GVB-bussen reed) was dat naast het M&K-tarief ook de 2-rittenkaarten zonder overstap van het GVB geldig waren. Lijn 49 ging nu in beide richtingen rijden en ook het in en uitstapverbod verviel omdat er nu ook een belangrijke tegenspitsrichting was. De lijn had in Kronenburg een ochtendspits eindpunt en een middagspitseindpunt. In de ochtendspits werd vanaf de Beneluxbaan gereden via de Saskia van Uylenburgweg, Laan van Kronenburg en Uilenstede. In de middagspits werd begonnen op de Saskia van Uylenburgweg.
In 1973 fuseerde M&K met NBM tot Centraal Nederland en werd de doortrekking definitief.
Door de aanleg van de vrije baan van tramlijn 16 in de Ferdinand Bolstraat in het kader van het plan Lijnen voor morgen werd de lijn verlegd via de Hobbemakade wat later definitief werd. Met de verlegging stadinwaarts via het Damrak en de Nieuwezijds Voorburgwal met een eindpunt op de Prins Hendrikkade naast het Prins Hendrikplantsoen ontstond de uiteindelijke route. Op 17 september 1984 werd de lijn voor een jaar ingekort tot het Weteringcircuit in verband met werkzaamheden bij het Muntplein.
Lijn 49 reed vanuit garage Zuid (tot 1980 gevestigd in Oost) maar werd tussendoor (o.a. 1977 en 1984) ook uitgevoerd door Westbussen met Enhabo-chauffeurs. De bussen die 's ochtends dienstdeden op lijn 49 (en lijn 46) reden 's middags op o.a. lijn 8 en 60/61 of omgekeerd.
Met de opening van metrolijn 51 werd lijn 49 op 30 november 1990 opgeheven. Een andere reden was dat de lijn passagiers had verloren aan de komst en uitbreiding van buslijn 67 die eveneens werd opgeheven.

### Lijn 49 II
De tweede lijn 49 werd ingesteld op 23 september 1991 ter vervanging van de extra ritten op lijn 18 en de spitsdoortrekking van lijn 36 naar station Lelylaan. Deze lijn 49 reed vanuit garage West tussen station Sloterdijk en de Johan Huizingalaan. In 1992 werd de lijn doorgetrokken naar station Zuid. In september 1993 ging de lijn vanuit noord rijden omdat door de bezuinigingen minder bussen en chauffeurs nodig waren en noord chauffeurs over had om in mei 1994 weer geheel te verdwijnen.

### Lijn 49 III
In 2001 kwam er een derde lijn 49 die de avond- en weekendritten van buslijn 48 tussen het Centraal Station en Zaanstraat overnam. Hierdoor kregen de passagiers een duidelijk verschil tussen de lange en korte ritten van lijn 48. Ook deze lijn 49 reed vanuit garage Noord in combinatie met lijn 35 tot aan de opheffing in december 2004 toen lijn 48 op alle dagen en tijden de lange route ging rijden.

### Huidige lijn 49 en lijn 249

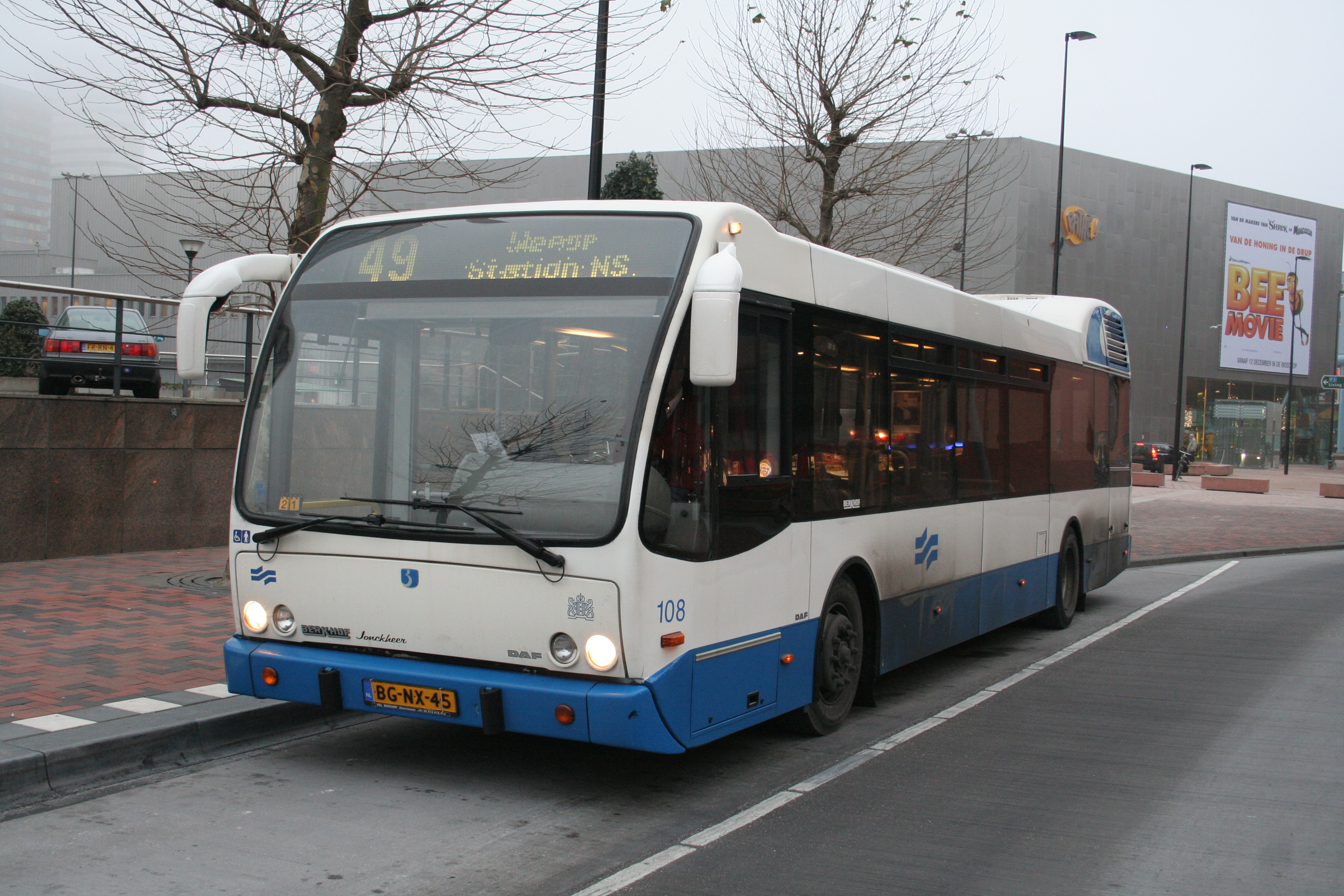
De in 2011 afgevoerde 108 richting Weesp. De foto is gemaakt op stationsplein van Bijlmer ArenA.

De huidige lijn 49 wordt ingesteld op 28 mei 2006 in het kader van de optimalisatie van het lijnennet van het GVB. Het GVB nam de concessie in Diemen over van Connexxion waarbij het lijn 177 in tweeën knipte; lijn 44 op het noordelijk deel naar Diemen en lijn 49 op het zuidelijk deel naar Weesp. Lijn 49 rijdt van Station Bijlmer via Karspeldreef, metrostation Gaasperplas en Driemond naar station Weesp waarbij via Aetsveld en het industrieterrein werd gereden. Opvallend was dat de route door Aetsveld in beide richtingen via dezelfde lus in één richting werd bereden.
Daarnaast kwamen er twee scholierenritten onder het lijnnummer 249 tussen Weesp en Duivendrecht waarbij er in de Bijlmermeer via Gein, Reigersbos en Holendrecht wordt gereden.
Op 9 december 2011 werd lijn 49 sterk ingekrompen; in plaats van Aetsveld en het industrieterrein te bedienen rijdt de lijn nu via de kortste route naar het station en alleen nog maar van maandag tot en met vrijdag overdag. Hierdoor is het tot Amsterdam Zuidoost behorende dorp Driemond buiten die tijden van openbaar vervoer verstoken.
In december 2012 kwam ook de middagrit van lijn 249 te vervallen. Per 7 april 2019 is ook de ochtendrit vervallen.

#### Lijn 49 en 149
Van 6 juni 2017 tot 27 augustus 2017 was in verband met de renovatie van de Geinbrug N236 lijn 49 tijdelijk ingekort tot de Gaasperplas met aansluitend een lijn 149 met een kleine bus naar Weesp die bij Driemond gebruik maakte van een tijdelijke pontonbrug van Gein-Noord naar Gein-Zuid over het Gein. Vanaf 3 juli was lijn 149 in verband met rijtijdproblemen door de drukte, waardoor de rijtijd niet kon worden gehaald, ingekort tot de Casparuslaan bij de Roskambrug waar voor station Weesp kon worden overgestapt op Connexxion buslijn 106. Lijn 249 reed om via de snelweg.

#### Belbus
Van 3 februari tot 10 december 2018 vond er een proef plaats met vraaggericht openbaar vervoer tussen Gaasperplas, Driemond en Weesp. In de avonduren en weekeinde rijdt dan een belbus onder de naam "Mokumflex" uitgevoerd door taxibedrijf RMC. In tegenstelling tot lijn 49 reed de belbus ook een rondje door Driemond waarbij vier haltes worden aangedaan. Het vervoer was gedurende het experiment gratis. Sinds 1 juli 2020 rijdt taxibedrijf Staxi in opdracht van de gemeente Amsterdam het Mokumflex-vervoer.
Huidig: 15 · 18 · 21 · 22 · 34 · 35 · 36 · 37 · 38 · 40 · 41 · 43 · 44 · 47 · 48 · 49 · 61 · 62 · 63 · 65 · 66 · 68 · 231 · 233 · 245 · 246 · 247 · 267 · 360 · 369 · 461 · 463 · 464
Voormalig: A · B · C · D · E · F · G · H · K · L · M · P · R · S · 5 · 6 · 8 · 11 · 12 · 13S · 14 · 17 · 19 · 20 · 23 · 26 · 28 · 29 · 30 · 31 · 32 · 33 · 39 · 42 · 44P · 45 · 46 · 50/51 · 53 · 54 · 55 · 56 · 57 · 58 · 59 · 60 · 60S · 64 · 67 · 69 · 70 · 95/195 · 148 · 149 · 165/166 · 192 · 199 · 222 · 230 · 232 ·  240 · 248 · 249 · 265 · 269 · 315 · 326 · 465 · 580 · 581 · 582 · 583

Zie ook: Amsterdams busnet · Geschiedenis busnet · Amsterdams nachtbusnet · Portaal openbaar vervoer